# Olaf Alfred Hoffstad
Olaf Alfred Hoffstad (1865 - 1943) fue un botánico, maestro de escuela, curador, escritor, político conservador noruego.

## Biografía
Aborigen de Stjørdalshalsen, Nordre Trondhjems Amt, de una familia mercantil, hijo del comerciante Oliver Hoffstad (1830–1878) y su esposa Anne Birgitte Øydahl (1843–1932). Inicialmente se embarcó en una carrera educativa. Después de haber enseñado en las escuelas de niñas en todo el país a principios de los años 1890, fue empleado de forma permanente en dos escuelas universales en Sandefjord, una ciudad cuya vida política influyó en la última parte de su vida.
Durante sus días de escuela Hoffstad leía vorazmente, desarrollando una pasión por la botánica que nunca abandonó.
En 1883, con 18 años, el joven Hoffstad terminó su educación media en Trondhjem Cathedral School. Donde se graduó con un título de cinco años más tarde posteriormente enseñó en las escuelas de niñas en Trondhjem, Egersund, Haugesund y Røros por períodos más cortos antes y después de 1890. En este último año se casó con Valborg Olsen, la hija de un fotógrafo, tres años más joven que él. Tuvieron al hijo Einar Hoffstad, que se convirtió en economista y enciclopedista.
Su primer libro botánico fue publicado en 1891; se vendió bien, liberadas en nueve ediciones revisadas antes del deceso de Hoffstad durante la Segunda Guerra Mundial. También escribió Flora Silvestre destinado a ser utilizado en escuelas, el más destacado de los cuales fue publicado en seis ediciones. En la década de 1890 Hoffstad viajó mucho, en busca de nuevas especies plantas hasta ahora no descubiertas.
En la conservadora ciudad de clase media de Sandefjord, Hoffstad se comprometió políticamente: en 1894 y elegido presidente de una liga juvenil conservadora local. Dos años más tarde, entró en el consejo de la ciudad de Sandefjord, que lo catapultó a la fama política: durante 23 años fue alcalde de la ciudad, y más tarde se desempeñó como representante adjunto del Partido Conservador en el Parlamento noruego. Ciudadano patriótico de Sandefjord, Hoffstad fue miembro de numerosos consejos de administración de la ciudad.
Murió de un ataque al corazón en septiembre de 1943. En el lecho de muerte, corrigió su novena edición de  Norsk Flora ', que fue publicado póstumamente en 1944.
- La abreviatura «Hoffstad» se emplea para indicar a Olaf Alfred Hoffstad como autoridad en la descripción y clasificación científica de los vegetales.[8]